# Браге, Сигрид
Сигрид Браге (швед. Sigrid Brahe, 24 апреля 1568 — 25 августа 1608) — шведская графиня, ставшая известной благодаря своему скандальному замужеству против воли родителей.

## Биография
Сигрид Браге родилась в 1568 г. в замке Рюдбохольм к северу от Стокгольма. Её родителями были граф Пер Браге Старший и Беата Стенбок, племянница королевы Катарины Стенбок. Сигрид была одной из тринадцати детей, её братьями были Эрик Браге, Густав Браге, Магнус Браге, Абрахам Браге, и сестрой — Маргарета Браге. Её родители были тесно связаны с королевской семьёй и входили в число самых влиятельных фамилий в Швеции того времени, а потому король Юхан III изъявлял желание породниться с ними, взяв в жёны их дочь Сигрид после смерти прежней жены Катерины Ягеллонки. Ввиду возражений королевской семьи этот брак заключён не был. В 1589 г. королевский польский двор отослал принцессу Анну Васу обратно на родину, и Сигрид Браге стала её фрейлиной.
В те времена браки заключались по расчёту и служили важным инструментом политики: с их помощью заключались союзы между дворянскими родами и монархиями, объединялись и дробились феодальные владения, они становились залогом прекращения вражды и войн. Мнение невест в таких случаях обычно во внимание не принималось, поэтому когда Сигрид Браге, не спрашивая её согласия, в 1595 г. обручили с Эриком Бильке ав Окерё, а она этому воспротивилась и даже обвинила жениха в том, что он болен сифилисом (было ли это правдой — неизвестно), это стало из ряда вон выходящим событием. Вместо брака с нелюбимым мужчиной Сигрид предпочла выйти замуж за Юхана Юлленшерну. Свадьба, организованная принцессой Анной вопреки воле родителей невесты, состоялась в замке Стегеборг в среду (в среду бракосочетания обычно не проводились), став причиной большого скандала, и новобрачным пришлось искать убежища у Анны.
Однако с оскорблённой семьёй Бильке при посредничестве принцессы Анны всё же удалось достичь примирения. Новобрачным пришлось провести год под домашним арестом, выплатить Эрику Бильке тысячу риксдалеров отступных и раздать ещё одну тысячу риксдалеров малоимущим. Впоследствии Юхан Юлленшерна был назначен адмиралом флота Сигизмунда III. После поражения Сигизмунда Юхану и Сигрид Юлленшернам пришлось бежать в Польшу.
Сигрид умерла в 1608 г. в Кракове.